# Keilan Robinson
Keilan Robinson (Washington, 16 febbraio 2000) è un giocatore di football americano statunitense che milita nel ruolo di running back per i Jacksonville Jaguars della National Football League (NFL).

## Carriera universitaria
Nella sua prima stagione ad Alabama nel 2019, Robinson corse 34 volte per 254 yard e 2 touchdown in 8 partite. Nella stagione 2020, in cui i Crimson Tide vinsero il titolo nazionale, optò per non scendere in campo a causa della pandemia di COVID-19.
Dopo la stagione 2020, Robinson decise di cambiare istituto, trasferendosi a giocare per i Texas Longhorns. Nel 2021 corse corse 322 yard su 45 tentativi e segnò 3 touchdown, oltre a ricevere 7 passaggi per 57 yard, venendo nominato menzione onorevole nel premio di miglior nuovo arrivo nella Big 12 Conference. Nel 2022 corse 25 volte per 86 yard e ricevette 20 passaggi per 219 yard e 3 marcature. Diede il suo contributo anche negli special team, venendo nominato menzione onorevole nel premio di giocatore degli special team dell’anno della Big 12, oltre a essere menzione onorevole nella formazione ideale della conference come kick returner. Fu terzo nella conference sia in yard su ritorno, 405, che in yard medie per ritorno, 25,2, oltre a fare registrare 4 tackle, un punt bloccato e un punt bloccato ritornato in touchdown. Nel 2023 Robinson corse 12 volte per 134 yard e 3 touchdown, ricevette 8 passaggi per 56 yard e ritornò 22 calci per 494 yard e un touchdown, venendo inserito nella quarta formazione ideale della Big 12 da Phil Steele. A fine anno decise di passare ai professionisti e fu invitato alla NFL Scouting Combine.

## Carriera professionistica

### Jacksonville Jaguars
Robinson fu scelto nel corso del quinto giro (167º assoluto) del Draft NFL 2024 dai Jacksonville Jaguars. Il 27 agosto 2024 fu inserito in lista infortunati. Nella sua prima stagione disputò sei partite, ritornando 2 kickoff per 34 yard.